# Dead Kennedys
Dead Kennedys é uma banda americana de punk rock formada em São Francisco, Califórnia, em 1978.  A banda foi uma das bandas punk definidoras durante seus primeiros oito anos de existência. 
Inicialmente composta pelo guitarrista East Bay Ray, o baixista Klaus Flouride, o vocalista Jello Biafra, o baterista Ted e o guitarrista base 6025, 6025 saiu em 1979, e Ted saiu no ano seguinte após a banda gravar seu aclamado primeiro álbum Fresh Fruit for Rotting Vegetables (1980). O baterista mais antigo da banda foi D.H. Peligro, que substituiu Ted em 1981 e permaneceu até sua morte em 2022. Dead Kennedys gravou o EP In God We Trust Inc. (1981), seguido por mais três álbuns de estúdio, Plastic Surgery Disasters (1982), Frankenchrist (1985) e Bedtime for Democracy (1986), este último gravado e lançado logo após anunciar a separação em janeiro de 1986. A maioria das gravações da banda foi lançada pela Alternative Tentacles, uma gravadora independente fundada por Biafra e East Bay Ray.
Após a dissolução do Dead Kennedys, Biafra continuou a comandar a Alternative Tentacles e passou a colaborar e gravar com outros artistas, incluindo D.O.A., NoMeansNo e suas próprias bandas Lard e Guantanamo School of Medicine, além de lançar diversas apresentações de palavra falada. Em 2000 (mantido em apelação em 2003), Biafra perdeu um processo judicial acirrado iniciado por seus antigos companheiros de banda Dead Kennedys sobre créditos de composição e royalties não pagos. Em 2001, a banda se reformou sem Biafra; vários cantores foram recrutados para funções vocais. Embora o Dead Kennedys tenha continuado a se apresentar ao longo dos anos, eles não lançaram mais nenhum álbum de estúdio desde Bedtime for Democracy.
As letras do Dead Kennedys geralmente eram de natureza política, satirizando figuras políticas e autoridades em geral, bem como a cultura popular e até mesmo o próprio movimento punk. Durante sua formação inicial, entre 1978 e 1986, eles atraíram considerável controvérsia por suas letras e artes provocativas. Várias lojas se recusaram a estocar suas gravações, provocando um debate sobre a censura na música rock; em meados da década de 1980, o vocalista e letrista principal Jello Biafra se tornou um ativista contra o Parents Music Resource Center (PMRC). Isso culminou em um julgamento por obscenidade entre 1985 e 1986, que resultou em um júri empatado e também acelerou o fim da banda. 

## História

### Formação da banda (1978–1979)
O Dead Kennedys foi formado em junho de 1978 em São Francisco, Califórnia, quando East Bay Ray (Raymond Pepperell) anunciou que estava procurando companheiros de banda no jornal The Recycler, depois de assistir a um show de ska-punk no Mabuhay Gardens em São Francisco.  A formação original da banda consistia em East Bay Ray na guitarra solo, Klaus Flouride (Geoffrey Lyall) no baixo, Jello Biafra (Eric Reed Boucher) nos vocais, Ted (Bruce Slesinger) na bateria e 6025 (Carlos Cadona) na guitarra base. Essa formação gravou suas primeiras demos. Seu primeiro show ao vivo foi em 19 de julho de 1978 no Mabuhay Gardens em São Francisco, Califórnia. Eles foram a banda de abertura de um projeto que incluía DV8 e Negative Trend com The Offs como atração principal. 
Depois disso, o Dead Kennedys fez vários shows em locais. Devido ao nome provocativo da banda, eles às vezes tocavam sob pseudônimos, incluindo "The DK's", "The Sharks", "The Creamsicles" e "The Pink Twinkies". O colunista do San Francisco Chronicle, Herb Caen, escreveu em novembro de 1978: "Quando você pensa que o mau gosto atingiu seu ponto mais baixo, surge um grupo de punk rock chamado 'The Dead Kennedys', que tocará no Mabuhay Gardens em 22 de novembro, o 15º aniversário do assassinato de John F. Kennedy". Apesar dos crescentes protestos, o dono do Mabuhay declarou: "Não posso cancelá-los AGORA — há um contrato. Aparentemente, não é o tipo de contrato que algumas pessoas têm em mente".  No entanto, apesar da crença popular, o nome não pretendia insultar a família Kennedy, mas, de acordo com Ray, "os assassinatos foram de muito mais mau gosto do que nossa banda. Na verdade, respeitamos a família Kennedy... Quando John F. Kennedy foi assassinado, quando Martin Luther King foi assassinado, quando Robert F. Kennedy foi assassinado, o sonho americano foi assassinado... Nosso nome é, na verdade, uma homenagem ao sonho americano". 
6025 deixou a banda em março de 1979 em circunstâncias pouco claras, geralmente consideradas diferenças musicais. Em junho, a banda lançou seu primeiro single, "California Über Alles", pela gravadora independente de Biafra e East Bay Ray, Alternative Tentacles. A banda seguiu com uma turnê pela Costa Leste com pouca audiência, sendo uma banda nova e relativamente desconhecida na época, sem um álbum completo lançado. 

### Fresh Fruit for Rotting Vegetables(1980–1981)

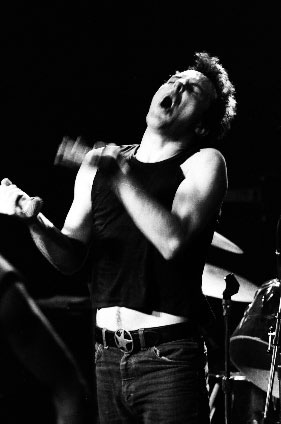
Biafra se apresentando ao vivo

No início de 1980, eles gravaram e lançaram o single "Holiday in Cambodia". Em junho, a banda gravou seu álbum de estreia, Fresh Fruit for Rotting Vegetables, lançado em setembro daquele ano pelo selo britânico Cherry Red. O álbum alcançou a posição 33 na parada de álbuns do Reino Unido. Desde seu lançamento inicial, foi relançado por várias outras gravadoras, incluindo IRS, Alternative Tentacles e Cleopatra. A mais nova reedição — a edição especial do 25º aniversário — traz a arte original e um DVD bônus de 55 minutos documentando a produção do álbum, bem como os primeiros anos da banda. 
Em 25 de março de 1980, o Dead Kennedys foi convidado para se apresentar no Bay Area Music Awards em um esforço para dar ao evento alguma "credibilidade new wave", nas palavras dos organizadores. O dia da apresentação foi passado praticando a música que lhes foi pedida para tocar, o hit underground "California über alles". A banda se tornou o assunto da cerimônia quando, após cerca de 15 segundos de música, Biafra parou a banda — de uma forma que lembrava a aparição de Elvis Costello no Saturday Night Live — e disse: "Espere! Temos que provar que somos adultos agora. Não somos uma banda de punk rock, somos uma banda new wave ." A banda, todos vestindo camisas brancas com um grande S preto pintado na frente, puxaram gravatas pretas da parte de trás do pescoço para formar um cifrão, então começaram a tocar uma nova música intitulada "Pull My Strings", um ataque farpado e satírico à ética da indústria musical convencional, que continha a letra: "Meu pau é grande o suficiente, meu cérebro é pequeno o suficiente para você me tornar uma estrela?". A música também faz referência à música "My Sharona", do The Knack. "Pull My Strings" nunca foi gravada para um lançamento de estúdio, embora a apresentação no Bay Area Music Awards, que foi uma das duas únicas vezes em que a música foi tocada, tenha sido lançada no álbum de compilação da banda de 1987, Give Me Convenience or Give Me Death. Em uma entrevista de 2017 sobre o show, Klaus declarou: "Fizemos outra apresentação no The Mabuhay e essa foi a única outra vez que a apresentamos... tipo uma semana depois dos Bammies"  Não se sabe se essa apresentação foi gravada.
Em janeiro de 1981, Ted anunciou que queria sair para seguir carreira em arquitetura e ajudaria a procurar um substituto. Ele fez seu último concerto em fevereiro de 1981. Seu substituto foi D. H. Peligro (Darren Henley). Na mesma época, East Bay Ray tentou pressionar o resto da banda a assinar com a grande gravadora Polydor Records; Biafra afirmou que estava preparado para deixar o grupo se o resto da banda quisesse assinar com a gravadora,  embora East Bay Ray afirme que ele recomendou não assinar com a Polydor. A Polydor decidiu não contratar a banda depois que souberam que o próximo single do Dead Kennedys seria intitulado "Too Drunk to Fuck".
Quando "Too Drunk to Fuck" foi lançado em maio de 1981, causou polêmica no Reino Unido, pois a BBC temia que o single chegasse ao Top 30, o que exigiria que seu título fosse mencionado no Top of the Pops.  Nunca foi tocada, embora tenha sido chamada de "'Too Drunk' by the Kennedys" pelo apresentador Tony Blackburn. 

### Frankenchriste o julgamento por obscenidade (1985–1986)
O lançamento do álbum Frankenchrist em 1985 mostrou que a banda havia crescido em proficiência musical e maturidade lírica. Embora ainda houvesse algumas músicas altas/rápidas, muitas delas apresentavam uma mistura eclética de instrumentos, incluindo trompetes e sintetizadores. Nessa época, Klaus Flouride lançou o EP solo experimental Cha Cha Cha With Mr. Flouride. Em termos de letras, a banda continuou com seu comentário social característico, com músicas como "MTV Get Off The Air" e "Jock-O-Rama (Invasion of the Beef Patrol)" zombando da grande mídia americana. 
No entanto, a controvérsia que surgiu sobre Penis Landscape, de H. R. Giger, incluído como encarte do álbum, ofuscou a notoriedade de sua música. A obra de arte causou furor no recém-formado Parents Music Resource Center (PMRC). Em dezembro de 1985, uma adolescente comprou o álbum na loja Wherehouse Records no Condado de Los Angeles.  A mãe da menina escreveu cartas de reclamação ao Procurador-Geral da Califórnia e aos promotores de Los Angeles.  Em junho de 1986, membros da banda, juntamente com outras partes envolvidas na distribuição de Frankenchrist, foram acusados criminalmente de distribuição de material nocivo a menores. A loja onde o adolescente realmente comprou o álbum nunca foi mencionada no processo.  As acusações criminais se concentraram em uma ilustração de H. R. Giger, intitulada "Work 219: Landscape XX" (também conhecida como Penis Landscape). Incluído como um pôster com o álbum, Penis Landscape retrata nove pênis e vaginas copulando. 
Os membros da banda e outros na cadeia de distribuição foram acusados de violar o Código Penal da Califórnia  por uma contravenção com pena máxima de até um ano de prisão no condado e multa básica de até US$ 2.000. Biafra diz que durante esse período agentes do governo invadiram e revistaram sua casa. A acusação tentou apresentar o cartaz ao júri isoladamente para consideração como material obsceno, mas a juíza Susan Isacoff decidiu que o cartaz deveria ser considerado junto com a música e a letra.  As acusações contra três dos réus originais, Ruth Schwartz (proprietária da Mordam Records), Steve Boudreau (um distribuidor envolvido no fornecimento de Frankenchrist para a loja Wherehouse de Los Angeles) e Salvatore Alberti (proprietário da fábrica onde o disco foi prensado), foram rejeitadas por falta de provas. 
Em agosto de 1987, o caso foi a júri com dois réus restantes: Jello Biafra e Michael Bonanno (ex-empresário da gravadora Alternative Tentacles).  No entanto, o julgamento criminal terminou com um júri empatado, dividido em 7 a 5 a favor da absolvição. Os procuradores distritais Michael Guarino e Ira Riener apresentaram uma moção para um novo julgamento que foi negada pelo Juiz Isacoff, Juiz do Tribunal Superior do Condado de Los Angeles.  O álbum, no entanto, foi banido de muitas lojas de discos em todo o país.
Após a separação da banda, Jello Biafra trouxe o caso à tona no The Oprah Winfrey Show. Biafra estava no programa com Tipper Gore como parte de um painel de discussão sobre as questões de "letras musicais controversas" e censura. 

### Bedtime for Democracye a separação (1986)
Além do processo por obscenidade, a banda também ficou cada vez mais desiludida com a cena underground. A cena hardcore, que era um refúgio para intelectuais livres-pensadores e inconformistas oprimidos, estava atraindo um público mais violento que impunha um nível cada vez maior de brutalidade aos outros frequentadores de shows e começou a alienar muitas das bandas e indivíduos que ajudaram a criar o movimento no início dos anos 1980. Nos primeiros anos, a banda criticou os skinheads neonazistas por tentarem arruinar a cena punk, mas um problema igualmente grande foi a popularidade de bandas hardcore cada vez mais machistas, o que trouxe ao grupo (e ao seu gênero) um público que tinha pouco a ver com as ideias/ideais que eles defendiam. Biafra escreveu novas músicas como "Chickenshit Conformist" e "Anarchy for Sale", que articulavam os sentimentos da banda sobre a "simplificação" do punk rock. Durante o verão, eles gravaram essas músicas para seu último álbum, Bedtime for Democracy, que foi lançado em novembro. A obra de arte, retratando uma Estátua da Liberdade desfigurada, tomada por nazistas, mídia, oportunistas, membros da Ku Klux Klan, autoridades governamentais corruptas e zumbis religiosos, ecoava a ideia de que nem a América em si nem a cena punk eram mais refúgios seguros para "suas massas cansadas, pobres e amontoadas, ansiosas por respirar livremente". O álbum contém uma série de músicas rápidas/curtas intercaladas com jazz ("DMSO"), palavra falada ("A Commercial") e psicodelia ("Cesspools In Eden"). 
A banda decidiu se separar em janeiro de 1986, antes da gravação e lançamento de Bedtime for Democracy, e fez seu último show ao vivo com a formação original em 21 de fevereiro.   Biafra passou a falar sobre suas convicções políticas em vários programas de televisão e lançou vários álbuns de spoken word. Ray, Flouride e Peligro também seguiram carreiras solo.

### Reforma da nova formação da banda e morte de Peligro (2001–presente)
Jeff Penalty deixou a banda em março de 2008, no que ele descreve como uma "separação não amigável".  Em uma declaração divulgada, Jeff disse que, após uma série de disputas, a banda recrutou secretamente um novo vocalista e fez um show em seu bairro, embora ele também tenha declarado que estava "muito orgulhoso do que fomos capazes de realizar com Dead Kennedys".  Ele foi substituído pelo ex-vocalista do Wynona Riders, Ron "Skip" Greer. D.H. Peligro também deixou a banda para "tirar um tempo pessoal". Ele foi substituído em uma turnê pelo baterista do Translator, Dave Scheff. 

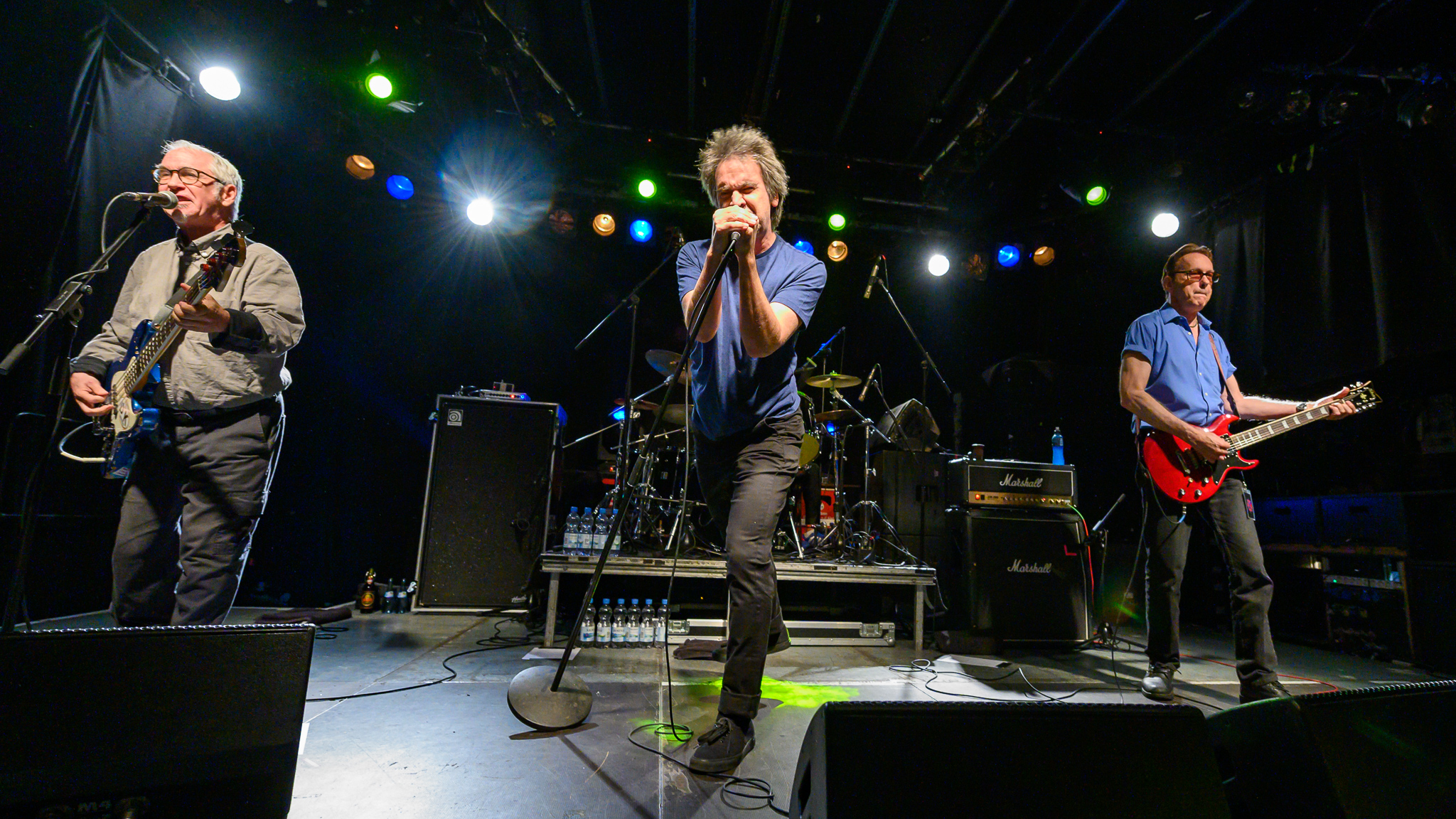
Dead Kennedys em 2019

Em 21 de agosto de 2008, a banda anunciou uma pausa prolongada nas turnês devido aos problemas de saúde de Flouride e Peligro. Eles declararam seus planos de colaborar em novos projetos. A banda fez um show em Santa Rosa, Califórnia, em junho de 2009, com Peligro retornando à bateria. 
Em agosto de 2010, o Dead Kennedys anunciou planos para uma curta turnê pela Costa Leste. A formação montada para esta turnê continha East Bay Ray, Peligro, Greer e o baixista Greg Reeves substituindo Flouride, que estava tirando "um tempo de folga pessoal" da banda.   As datas da turnê incluíram apresentações na Filadélfia, Nova York, Boston, Washington, D.C., Portland, Maine e Havaí.  A banda tocou uma versão retrabalhada de sua canção "MTV Get Off the Air", renomeada "MP3 Get Off the Web", com letras criticando a pirataria musical durante seu show de 16 de outubro de 2010 no Rock and Roll Hotel em Washington, D.C. 
Em 2017, East Bay Ray revelou que a banda e Jello Biafra foram abordados pelo festival de música punk Riot Fest sobre uma possível reunião. Enquanto Ray e o resto da banda expressaram interesse no conceito, Biafra recusou. 
Em 26 de abril de 2019, o grupo lançou DK40, um álbum de compilação ao vivo comemorando 40 anos desde a formação da banda. 
Em 28 de outubro de 2022, D.H. Peligro morreu de overdose de heroína e fentanil, embora inicialmente se acreditasse que tenha sido devido a um possível traumatismo craniano causado por uma queda em sua casa naquele dia.   Desde a morte de Peligro, a banda se apresentou no Reino Unido com Santi Guardiola e nos Estados Unidos com Steve Wilson na bateria.

## Shows cancelados no Brasil
A banda cancelou shows que faria no Brasil em 2019 após a polêmica envolvendo um pôster de divulgação. O cartaz, criado pelo artista Cristiano Suarez, apresentava uma caricatura de uma família de apoiadores do então presidente Jair Bolsonaro, o que gerou controvérsias. A banda se pronunciou nas redes sociais afirmando não ter autorizado o uso da imagem e que a decisão de cancelar o show foi motivada pelo impacto negativo causado pela controvérsia. A banda se apresentaria entre os dias 23 e 28 de maio no Rio de Janeiro, em São Paulo, em Brasília e em Belo Horizonte. 

## Conflitos entre membros

### Processo de royalties
No final da década de 1990, ex-membros da banda descobriram que estavam sendo mal pagos em termos de royalties pela Alternative Tentacles. East Bay Ray, Klaus Flouride e D.H. Peligro alegou que a Jello Biafra havia conspirado para pagar-lhes taxas de royalties mais baixas e depois tentou disfarçar a natureza exata do dinheiro devido. A Biafra alegou que a falta de pagamento destes royalties foi um erro contabilístico.  
Em 1998, os outros três membros da banda processaram Biafra por esses royalties supostamente não pagos. Um júri decidiu a seu favor em maio de 2000, declarando Biafra e Alternative Tentacles "culpados de malícia, opressão e fraude".  A malícia foi definida pelo júri como "conduta que visa causar danos ou conduta desprezível que é realizada com um desrespeito deliberado e consciente pelos direitos dos outros".  O recurso de Biafra foi negado em junho de 2003; ele teve que pagar os royalties pendentes, bem como danos punitivos,  e foi forçado a entregar os direitos da maioria do catálogo anterior dos Dead Kennedys à parceria Decay Music.  
Essa disputa causou pequenas repercussões nos círculos punk. Biafra alega que East Bay Ray há muito tempo expressava descontentamento com a Alternative Tentacles e com a quantidade de dinheiro que recebia deles, daí o incentivo original para a descoberta dos pagamentos atrasados. Foi descoberto que a Alternative Tentacles estava pagando ao Dead Kennedys menos por CD do que todas as outras bandas, incluindo o próprio Biafra, e não informava seus outros companheiros de banda, o que era uma fraude. Biafra acusou a banda de querer licenciar a famosa canção dos Dead Kennedys "Holiday in Cambodia" para uso em um comercial de jeans Levi's, o que a banda negou.  No entanto, um loop instrumental de "Holiday in Cambodia" fez parte do filme de comédia negra Neighbors, de 1981, embora não tenha sido incluído na trilha sonora. A banda afirma que a história de Levi's foi completamente fictícia e inventada por Biafra para desacreditá-los. 

### Disputas sobre novas atividades comerciais
A situação ficou ainda mais tensa quando os três companheiros de banda convidaram Jello Biafra para "fazer as pazes" na forma de uma reunião da banda. Jello Biafra sentiu que não era profissional porque ninguém o contatou diretamente. Além disso, Biafra desdenhou da reunião e, tendo expressado há muito tempo seu desdém pela nostalgia e pelas turnês de reunião de rock/oldies em particular, argumentou que todo o caso foi motivado pela ganância. 
Vários DVDs, reedições e álbuns ao vivo foram lançados desde a saída de Biafra, mais recentemente pela Manifesto Records. De acordo com Biafra, os álbuns ao vivo são "lucros" do nome do Dead Kennedys e de sua música. Biafra também acusou os lançamentos do novo material ao vivo de terem baixa qualidade sonora. Além disso, ele declarou que não está recebendo royalties pela venda de nenhum lançamento da Manifesto Records. Consequentemente, ele desencorajou os fãs de comprarem qualquer reedição do Dead Kennedy. Os outros membros da banda negaram as acusações de Biafra sobre os lançamentos ao vivo e defenderam as mixagens como um esforço de trabalho duro. Biafra descartou o novo grupo como "a banda de karaokê mais gananciosa do mundo". No entanto, em 2003, Klaus Flouride disse sobre as apresentações sem o antigo vocalista da banda: "Ainda não houve um show que as pessoas não gostassem realmente". 
Biafra os criticou ainda mais por anunciarem shows usando sua própria imagem tirada da versão original da banda, de 1980, o que ele classificou como propaganda enganosa. Ele atacou o reformado Dead Kennedys em uma música chamada "Those Dumb Punk Kids (Will Buy Anything)", que aparece em sua segunda colaboração com a banda de sludge metal Melvins, Sieg Howdy! 
Biafra disse ao público em um show em Trenton, Nova Jersey, que os Dead Kennedys restantes licenciaram seu single "Too Drunk to Fuck" para ser usado em uma cena de estupro em um filme de Robert Rodriguez. A referência é a um cover lounge da música, gravado pela banda Nouvelle Vague, tocado durante uma cena no segmento Planet Terror de Grindhouse, embora nenhum estupro ocorra e, de fato, o suposto estuprador seja morto pela suposta vítima. A cena em Planet Terror tem um suposto estuprador, "Estuprador Nº. 1" (Quentin Tarantino) ordena que a stripper de uma perna só "Cherry Darlin" (Rose McGowan) se levante do chão e dance. Nesse ponto, Tarantino aperta o play em um gravador de fita cassete e o cover de "Too Drunk To Fuck" do Nouvelle Vague toca. Biafra, desaprovando a situação, escreveu mais tarde: "Este é o ponto mais baixo deles desde Levi's... Isso vai contra tudo o que os Dead Kennedys representam... A mulher aterrorizada mais tarde 'ganha' matando Tarantino, mas essa desculpa não salva isso de forma alguma. Eu escrevi cada nota daquela música e não era para isso que ela foi feita... Algumas pessoas fazem qualquer coisa por dinheiro. Não posso deixar de lembrar o quão pudico Klaus Flouride era quando se opôs à pintura de H.R. Giger no pôster "Frankenchrist" (sic), dizendo que não suportaria mostrá-la aos pais. Eu adoraria ser uma mosca na parede quando ele tentasse explicar para sua filha adolescente como colocar uma música em uma cena de estupro por dinheiro... O acordo foi aprovado por um novo gerente de negócios que os outros três contrataram." 
Os reformados Dead Kennedys seguiram sua vitória judicial lançando reedições de todos os álbuns do Dead Kennedys (exceto Fresh Fruit for Rotting Vegetables, do qual eles não tinham os direitos até 2005), lançando vários novos DVDs de shows de arquivo e licenciando várias músicas do remake de The Manchurian Candidate e do videogame Tony Hawk's Pro Skater. East Bay Ray afirma ter recebido um fax da Alternative Tentacles alegando que Biafra aprovou o licenciamento do jogo. 
A banda afirma em seu site que ainda presta muita atenção a uma ideologia anticorporativa, apesar de ter se apresentado em 5 de setembro de 2003 em um festival na Turquia patrocinado pela Coca-Cola, observando que eles cancelaram um show em Los Angeles quando descobriram que estava sendo patrocinado pela Coors. No entanto, a Biafra afirma que os acordos de licenciamento anteriores provam o contrário. 

## Logotipo
O logotipo original foi criado por Winston Smith. Mais tarde, ele contribuiu com a arte para as capas de In God We Trust, Inc., Plastic Surgery Disasters, Frankenchrist, Bedtime for Democracy, Give Me Convenience or Give Me Death, a contracapa do single "Kill the Poor" e o logotipo do Alternative Tentacles. Quando perguntado sobre o logotipo "DK" em uma entrevista, Jello Biafra explicou, "... Eu queria ter certeza de que era algo simples e fácil de pintar com spray para que as pessoas pudessem grafitar em todo lugar, e então eu mostrei para Winston Smith. Ele brincou com isso, voltou com um monte de designs que tinham o círculo e letras ligeiramente 3D e ele tinha alguns com padrões diferentes atrás dele. Eu gostei daquele com tijolos, mas no final das contas eu pensei que o vermelho simples atrás dele era o mais ousado e o melhor." 

## Música e letras
Dead Kennedys foi descrito como uma das primeiras bandas de hardcore punk.  Eles eram conhecidos pela dureza de suas letras, que geralmente combinavam uma sátira social mordaz ao mesmo tempo em que expressavam uma visão firmemente esquerdista da América contemporânea.  Ao contrário de outras bandas punk de esquerda que usam slogans mais diretos, as letras do Dead Kennedys eram muitas vezes sarcásticas. Por exemplo, "Holiday in Cambodia" é uma sátira multifacetada que tem como alvo tanto os yuppies quanto o regime recentemente deposto do Khmer Vermelho no Camboja. Ou, em "Jock-O-Rama", apresentado no Frankenchrist, eles zombam de pequenas cidades do sul, cujas vidas dos moradores giram em torno do futebol americano do ensino médio. 

## Influência
Os Dead Kennedys influenciaram vários artistas como System of a Down, Green Day, Faith No More, Rage Against the Machine, Sepultura, Descendents, Bad Religion, Slayer, X, Minutemen, The Hives, Saves the Day e Screeching Weasel, entre outros. 

## Integrantes
| Membros atuais - East Bay Ray (Raymond Pepperell) – guitarras (1978–1986, 2001–presente) - Klaus Flouride (Geoffrey Lyall) – baixo, backing vocals (1978–1986, 2001–2010, 2011–presente) - Ron "Skip" Greer – vocais principais (2008–presente) - Steve Wilson – bateria (2023–presente) | Ex-membros - Jello Biafra (Eric Boucher) – vocais principais (1978–1986) - 6025 (Carlo Cadona) – guitarra rítmica (1978–1979) - Ted (Bruce Slesinger) – bateria (1978–1981) - D.H. Peligro (Darren Henley) – bateria, backing vocals (1981–1986, 2001–2008, 2009–2022; sua morte) - Brandon Cruz – vocais principais (2001–2003) - Jeff Penalty (Jeff Alulis) – vocais principais (2003–2008) - Dave Scheff – bateria (2008) - Greg Reeves – baixo (2010–2011) - Santi Guardiola – bateria (2023) |

## Discografia
Álbuns de estúdio
- Fresh Fruit for Rotting Vegetables (1980)
- Plastic Surgery Disasters (1982)
- Frankenchrist (1985)
- Bedtime for Democracy (1986)

## Videografia
- The Art of Punk – Dead Kennedys (The Museum of Contemporary Art) (2013)[55]